# کاسینا والساسینا
کاسینا والساسینا (به ایتالیایی: Cassina Valsassina) یک کومونه در ایتالیا است که در استان لکو واقع شده‌است. کاسینا والساسینا ۲ کیلومتر مربع مساحت و ۴۸۳ نفر جمعیت. دارد.